# Dania Beach
Dania Beach – miasto w Stanach Zjednoczonych, w stanie Floryda, w hrabstwie Broward.